# Trevor Taylor

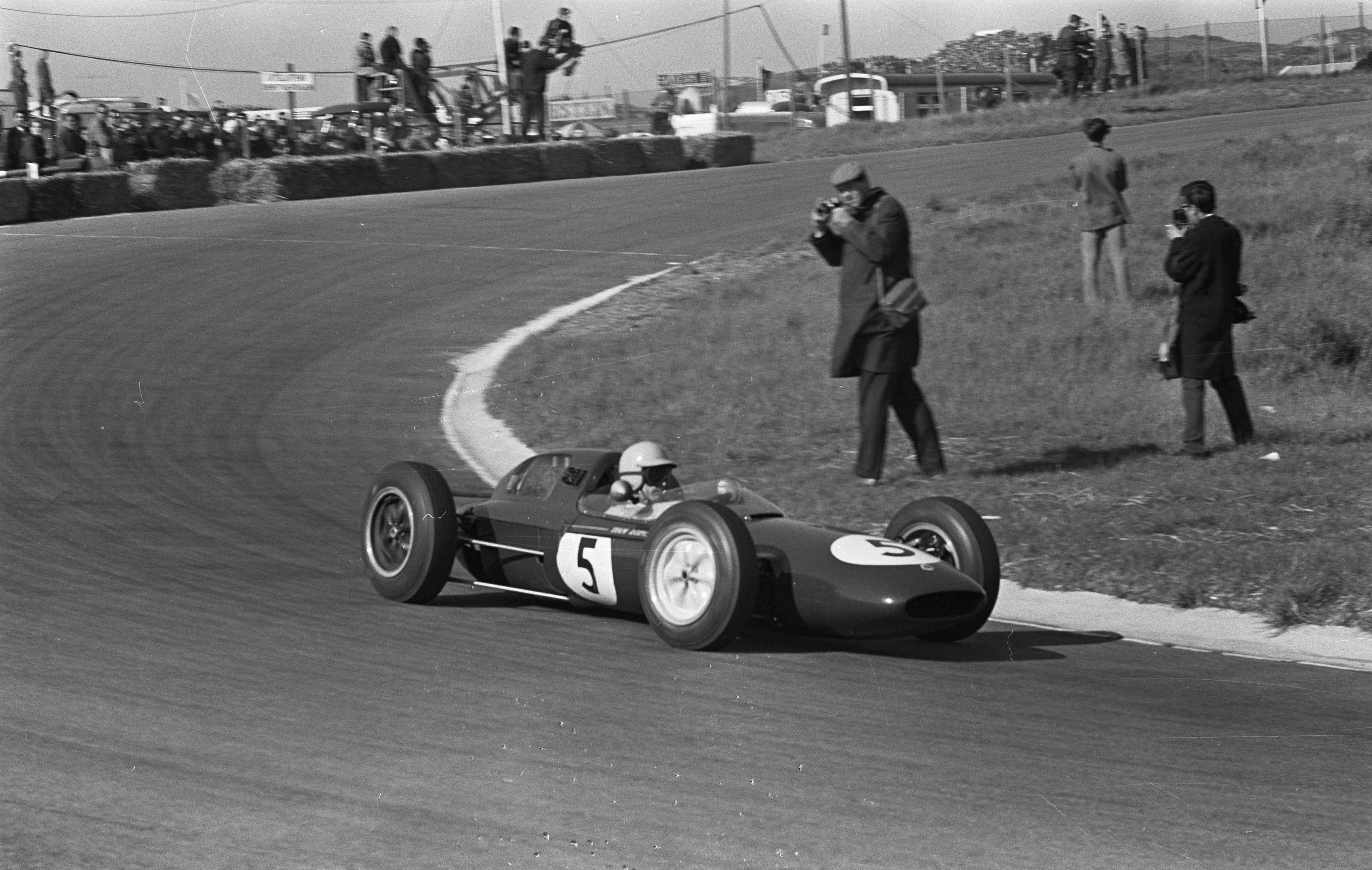
Trevor Taylor en el Gran Premio de los Países Bajos de 1962, donde obtuvo su único podio.

Trevor Taylor (Gleadless, Sheffield, 26 de diciembre de 1936-Rotherham, 27 de septiembre de 2010) fue un piloto de automovilismo británico. En Fórmula 1 disputó 29 Grandes Premios y obtuvo un podio en Países Bajos 1962. Ganó tres carreras no puntuables para el campeonato: el Gran Premio de Ciudad del Cabo, el Gran Premio de México (junto a Jim Clark) y el Gran Premio de Natal, todos para Lotus en 1962.

## Resultados

### Fórmula 1
(Clave) (negrita indica pole position) (cursiva indica vuelta rápida)

| Año     | Escudería                  | 1       | 2       | 3       | 4       | 5       | 6       | 7       | 8       | 9       | 10      | 11  | 12  | 13  | Pos. | Puntos |
| ------- | -------------------------- | ------- | ------- | ------- | ------- | ------- | ------- | ------- | ------- | ------- | ------- | --- | --- | --- | ---- | ------ |
| 1959    | Ace Garage                 | MON     | 500     | NED     | FRA     | GBR DNQ | GER     | POR     | ITA     | USA     |         |     |     |     | NC   | 0      |
| 1961    | Team Lotus                 | MON     | NED 13  | BEL     | FRA     | GBR     | GER     | ITA     | USA     |         |         |     |     |     | NC   | 0      |
| 1962    | Team Lotus                 | NED 2   | MON Ret | BEL Ret | FRA 8   | GBR 8   | GER Ret | ITA Ret | USA 12  | RSA Ret |         |     |     |     | 10.º | 6      |
| 1963    | Team Lotus                 | MON 6   | BEL Ret | NED 10  | FRA 13  | GBR Ret | GER 8   | ITA     | USA Ret | MEX Ret | RSA 8   |     |     |     | 17.º | 1      |
| 1964    | British Racing Partnership | MON Ret | NED     | BEL 7   | FRA Ret | GBR Ret | GER DNP | AUT Ret | ITA DNQ | USA 6   | MEX Ret |     |     |     | 22.º | 1      |
| 1966    | Shannon Racing Cars        | MON     | BEL     | FRA     | GBR Ret | NED     | GER     | ITA DNP | USA     | MEX     |         |     |     |     | NC   | 0      |
| 1967    | Ian Raby Racing            | RSA     | MON     | NED     | BEL     | FRA     | GBR     | GER     | CAN     | ITA DNP | USA     | MEX |     |     | NC   | 0      |
| 1969    | Mike Costin                | RSA     | ESP     | MON     | NED     | FRA     | GBR DNP | GER     | ITA     | CAN     | USA     | MEX |     |     | NC   | 0      |
| 1970    | Team Surtees               | RSA     | ESP     | MON     | BEL     | NED     | FRA     | GBR DNP | GER     | AUT     | ITA     | CAN | USA | MEX | NC   | 0      |
| Fuente: |                            |         |         |         |         |         |         |         |         |         |         |     |     |     |      |        |